# Список фантастичних романів (Л — Я)
Це перелік фантастичних романів та циклів пов'язаних творів, опублікованих під однією обкладинкою (через схожість останніх за сутністю). Він включає сучасні романи, а також романи, написані до того, як термін «фантастика» набув загального вжитку. Цей список охоплює книги, написані у будь-якому з жанрів фантастичної літератури, зокрема й ті, що не продаються як фантастичні, проте містять фантастичну складову та вважаються фантастичними за змістом деякими критиками або включені до баз фантастики. Це інклюзивний перелік, а не ексклюзивний список, заснований на інших факторах, таких як рівень значущості чи літературна якість. Тому книги в ньому перераховані не за якістю чи літературними перевагами, а в алфавітному порядку за заголовком (використано найточніший дослівний переклад оригінальної назви), що йде після вказання автора твору. Приналежність автора показана прапором країни або країн у сучасних межах, на території яких він жив і творив. У дужках вказано назва книги мовою оригіналу та рік першовидання роману.

## Л
1. Макс Фрай «Лабіринт» (рос. «Лабиринт», інша назва рос. «Чужак», 2005)
2. Філіп Дік «Лабіринт смерті[en]» (англ. «A Maze of Death», 1970)
3. Ніл Стівенсон «Лавина» (англ. «Snow Crash», 1992)
4. Елесдер Ґрей «Ланарк: життя у чотирьох книгах[en]» (англ. «Lanark: A Life in Four Books», 1981)
5. Стівен Кінг «Лангольєри» (англ. «The Langoliers», 1990)
6. Джеймс Бліш «Ласкаво просимо на Марс» (англ. «Welcome to Mars», 1967)
7. Клайв Стейплз Льюїс «Лев, відьма та суконна шафа» (англ. «The Lion, the Witch and the Wardrobe», 1950)
8. Скотт Вестерфельд «Левіафан» (англ. «Leviathan», 2009)
9. Олександра Черчень цикл «Легенди Споконвічної Імперії» (рос. «Легенды Изначальной Империи», 2013-2014)
10. Джеймс С. А. Корі «Легіон пам'яті» (англ. «Memory's Legion», 2022)
11. Єфремов «Лезо бритви» (рос. «Лезвие бритвы», 1963)
12. Ольга Ларіонова «Леопард з вершини Кіліманджаро» (рос. «Леопард с вершины Килиманджаро», 1968)
13. Олександр Бушков «Летючі острови» (рос. «Летающие острова», 1996)
14. Дейвід Брін «Листоноша» (англ. «The Postmane», 1985)
15. Майкл Муркок «Лицар мечів» (англ. «The Knight of the Swords», 1971)
16. Андре Нортон «Шахрай снів» (англ. «Knave of Dreams», 1975)
17. Ерон Бенк[en] Лицарський хрест (англ. «Knight's Cross», 1993)
18. Урсула Ле Ґуїн «Ліва рука темряви» (англ. «The Left Hand of Darkness», 1969)
19. Філіп К.Дік «Лікар Бладмані, або як ми знайшли спільну мову після бомби» (англ. «Dr. Bloodmoney, or How We Got Along After the Bomb», 1963 — рукопис, 1965)
20. Філіп Дік «Лікар Кривавогріш, або Як ми усі ми пережили бомбу» (англ. «Dr. Bloodmoney, or How We Got Along After the Bomb», рук. 1963, 1965)
21. Роберт Голдсток[en] «Ліс Міфаго» (англ. «Mythago Wood», 1984)
22. Сергій Оксеник «Лісом. Небом. Водою» (укр. «Лісом. Небом. Водою», 2005, 2007, 2013)
23. Летроуб Керролл[en] «Літаючий будинок» (англ. «The Flying House», 1946)
24. Чарльз Шеффілд «Літній приплив» (англ. «Summertide», 1990)
25. Браян Олдіс «Літо Гелліконії[ro]» з трилогії «Гелліконія[en]» (англ. «Helliconia Summer», 1983)
26. Стівен Кінг «Ловець снів» (англ. «Dreamcatcher», 2001)
27. Г. Бім Пайпер «Лорд Келвен з Іншоколисся[en]» (англ. «Lord Kalvan of Otherwhen», 1965)
28. Стівен Кінг «Лот Салему» (англ. «Salem's Lot», 1975)
29. Ернст Теодор Амадей Гофман «Лускунчик і мишачий король» (нім. «Nussknacker und Mausekönig», 1816)
30. Олександр Вільчинський «Льодовик» (укр. «Льодовик», 2014)
31. Павло Амнуель «Люди коду» (рос. «Люди Кода», 2008)
32. Джессі Ф. Боун «Люди лані (роман)» (англ. «The Lani People », 1962)
33. Лі Брекетт «Люди талісману[en]» (англ. «People of the Talisman», 1964)
34. Герберт Веллс «Люди як боги» (англ. «Men Like Gods», 1923)
35. Фредерик Пол «Людина з плюсом» (англ. «Man Plus», 1976)
36. Олександр Беляєв «Людина, що втратила обличчя» (рос. «Человек, потерявший лицо», 1929)
37. Боб Шоу «Людина в епіцентрі[en]» (англ. «Ground Zero Man», 1971)
38. Роберт Сілверберг «Людина в лабіринті» (англ. «The Man in the Maze», 1969)
39. Філіпп Кюрваль «Людина навпаки[fr]» (фр. «L'Homme à rebours») (1974),
40. Конрад Фіалковський «Людина розділена» (пол. «Homo divisus», 1979)
41. Філіп Дік «Людина у високому замку» (англ. «The Man in the High Castle», 1961)
42. Річард Метісон «Людина, що зменшується» (англ. «The Shrinking Man», 1956)
43. Олександр Бєляєв «Людина-амфібія» (рос. «Человек-амфибия», 1927)
44. Герберт Веллс «Людина-невидимець» (англ. «The Invisible Man», 1897)
45. Михайло Ляшенко «Людина-промінь» (рос. «Человек-луч» («Облачный маршрут»), 1959)
46. Жан-П'єр Андревон Людино-машини проти Ґандагару[fr] (фр. Les Hommes-machines contre Gandahar,(1969)
47. Роберт Гайнлайн «Лялькарі» (англ. «The Puppet Masters», 1951)

## М
1. Мішель Жьорі «Мавпи часу» (фр. «Les Singes du temps», (1974)
2. Джон Фаулз «Маг» (англ. «The Magus», 1965)
3. Колін Ендерсон англ. Colin Anderson[1] «Магеланн» (англ. «Magellan», 1970)[2].
4. Станіслав Лем «Магелланова хмара» (пол. «Obłok Magellana», 1955)
5. Дебра Дойл[en], Джеймс Макдональд[en] цикл «Магічне коло» (англ. «Circle of Magic», 1990-2003)
6. Філіп Хосе Фармер «Магічний лабіринт[en]» з циклу «Річковий світ» (англ. «The Magic Labyrinth», 1980)
7. Робер Мерль «Мадрапур» (фр. «Madrapour», 1976)
8. Дмитро Глуховський «Майбутнє» (рос. «Будущее», 2013)
9. Мартін Кейдін «Майже опівночі» (англ. «Almost Midnight», 1971)
10. Альгіс Будріс «Майклмас» (англ. «Michaelmas», 1976)
11. Петриція Е. Маккіліп «Майстер загадок Геда[en]» (англ. «The Riddle-Master of Hed», 1976)
12. Михайло Булгаков «Майстер і Маргарита», 1967)
13. Пірс Ентоні «Макроскоп» (англ. «Macroscope», 1969)
14. Марія Галіна «Мала Глуша» (рос. «Малая Глуша», 2009)
15. Джон Краулі «Маленький, великий[en]» (англ. «Little, Big», 1981)
16. Антуан де Сент-Екзюпері «Маленький принц» (фр. «Le Petit Prince», 1943)
17. Трой Деннінг «Малиновий прохід» (англ. «The Crimson Passage», 1992)
18. Г. Бім Пайпер «Маленький пухнастик[en]» (англ. «Little Fuzzy», 1962)
19. Террі Пратчетт «Малі боги[en]» (англ. «Small Gods», 1992)
20. Ден Абнетт «Маллеус» (англ. «Malleus», 2001)
21. Робер Мерль «Мальвіль» (фр. «Malevil», 1972)
22. Жан Рей «Мальпертюї (роман)[fr]» (фр. «Malpertuis», 1943)
23. Брати Стругацькі «Малюк» (рос. «Малыш», 1971)
24. Честер Ендерсон «Малюк-метелик[en]» (англ. «The Butterfly Kid», 1967)
25. Джонатан Свіфт «Мандри до різних далеких країн світу Лемюеля Гулівера, спочатку лікаря, а потім капітана кількох кораблів» (англ. «The travels into several remote nations of the world by Lemuel Gulliver, first a surgeon, and then a captain of several ships», 1727)
26. Євген Петров незакінчений роман «Мандрівка до країни комунізму» (рос. «Путешествие в страну коммунизма», 1965)
27. Володимир Тендряков «Мандрівка тривалістю в століття» (рос. «Путешествие длиной в век», 1964)
28. Діана Вінн Джонс «Мандрівний замок Хаула» (англ. «Howl's Moving Castle», 1986)
29. Джон Твелф Гоукс «Мандрівник» (англ. «The Traveller», 2005)
30. Геннадій Гор «Мандрівник і час» (рос. «Странник и время», 1962)
31. Артур Конан Дойл «Маракотова безодня» (англ. «The Maracot Deep», 1929)
32. Томас Манн «Маріо і чарівник» (нім. «Mario und der Zauberer», 1929)
33. Костянтин Волков[ru] «Марс прокидається» (рос. «Марс пробуждается», 1961)
34. Роберт Гайнлайн «Марсіанка Подкейн» (англ. «Podkayne of Mars», 1963)
35. Філіп К.Дік (англ. Philip K. Dick)  — «Марсіанський зсув часу» (англ. «Martian Time-Slip», 1962 — рукопис, 1964)
36. Рей Бредбері «Марсіанські хроніки» (англ. «The Martian Chronicles», 1950)
37. Фредрік Браун «Марсіяни, забирайтеся додому» (англ. «Martians, Go Home», 1954)
38. Енді Вір «Марсіянин» (англ. «The Martian», 2011)
39. Роберт Сілверберг «Маски часу[en]» (англ. The Masks of Time, 1968)
40. Вільям Гібсон, Брюс Стерлінг «Машина відмінностей» (англ. «The Difference Engine», 1990)
41. Вільям Ґібсон та  Брюс Стерлінг «Машина відмінностей» (англ. «The Difference Engine», 1990)
42. Крістофер Пріст «Машина простору» (англ. «The Space Machine», 1976)
43. Герберт Веллс «Машина часу» (англ. «The Time Machine», 1888—1895)
44. Гаррі Гаррісон «Машина часу «Техниколор»» (англ. «The Technicolor Time Machine», 1967)
45. Умберто Еко «Маятник Фуко» (італ. Il pendolo di Foucault, 1988)
46. Гаррі Гаррісон «Медик космольоту» (англ. «Spaceship Medic», 1970) [3].
47. Кіноко Насу[en] «Межа неба» (яп. 「空の境界」, 1998)
48. Януш Зайдель «Межа пекла» (пол. Limes inferior, 1982)
49. Айзек Азімов «Межа Фундації» (англ. «Foundation's Edge», 1982)
50. Таніґава Наґару «Меланхолія Судзумії Харухі» (яп. 「涼宮ハルヒの憂鬱」, 2003)
51. Андре Рюеллан[fr] «Мемо» (фр. «Memo», 1984)
52. Туве Янссон «Мемуари Тата Мумі-троля»
53. Памела Ліндон Треверс «Мері Поппінс[fr]» (англ. «Mary Poppins», 1934)
54. Стівен Кінг «Мертва зона» (англ. «The Dead Zone», 1979)
55. Френк Герберт «Месія Дюни» (англ. «Dune Messiah», 1969) , (США)
56. Джон Браннер «Месники Карріґа» (англ. «The Avengers of Carrig», 1962)
57. Дмитро Глуховський «Метро 2033» (рос. «Метро 2033», 2005)
58. Олександр Шатілов «Метро 2033: Війна кротів» (рос. «Метро 2033. Война кротов», 2010)
59. Микита Аверін «Метро 2033: Крим» (рос. «Метро 2033: Крым», 2013)
60. Микита Аверін «Метро 2033: Крим-2. Острів головорізів» (рос. «Метро 2033: Крым-2. Остров головорезов», 2014)
61. Микита Аверін «Метро 2033: Крим-3. Попіл імперій» (рос. «Метро 2033: Крым-3. Пепел империй», 2015)
62. Drew and Ishtar «Метро 2033: Передісторія» (рос. «Метро 2033: Предыстория», 2005)
63. Андрій Чернецов, Валентин Леженда «Метро 2033: Порожнеча, що засліплює» (рос. «Метро 2033: Слепящая пустота», 2012)
64. Дмитро Глуховський «Метро 2034» (рос. «Метро 2034», 2009)
65. Дмитро Глуховський «Метро 2035» (рос. «Метро 2035», 2015)
66. Волтер Джон Вільямс «Метрополітен[en]» (англ. «Metropolitan», 1995)
67. Курт Воннеґут «Механічне піаніно» (англ. «Player Piano», 1952)
68. Паоло Бачигалупі «Механічна дівчина» (англ. «The Windup Girl», 2009)
69. Ентоні Берджес «Механічний апельсин» (англ. «A Clockwork Orange», 1962)
70. Баррі Н. Молзберґ «Мешканці глибин» (англ. «Dwellers of the Deep», 1970) [4].
71. Анджей Сапковський «Меч призначення» (пол. «Miecz przeznaczenia», 1991)
72. Лі Брекетт «Меч Ріанона[en]» (англ. «The Sword of Rhiannon», 1949)
73. Террі Брукс «Меч Шаннари» (англ. «The Sword of Shannara», 1977)
74. Олена Чудінова[ru] «Мечеть Паризької Богоматері» (рос. «Мечеть Парижской Богоматери», 2005
75. Євген Замятін «Ми» (рос. «Мы», 1920)
76. Джеймс С. А. Корі «Милість богів» (англ. «The Mercy of Gods», 2024)
77. Роберт Сілверберг «Ми — мародери» (англ. «We, the Marauders», 1958)
78. Аріадна Громова «Ми однієї крові — ти і я!» (рос. Мы одной крови — ты и я!, 1967)
79. Георгій Гуревич «Ми — з Сонячної системи» (рос. «Мы - из Солнечной системы», 1965)
80. Роберт Сілверберг «Ми — мародери» (англ. «We, the Marauders», 1958)
81. Тур Оґ Брінґсвярд «Минотавр[no]» (англ. «Minotauros», 1980)
82. Сем Люндвалл «Минув час героїв[cs]» ((англ. «No Time for Heroes», 1970), шведською швед. «Inga Hjaltar har»)  (Швеція)[5].
83. Станіслав Лем «Мир на Землі» (пол. «Pokój na Ziemi», 1987)
84. Джек Лондон «Міжзоряний мандрівник» (англ. «The Star Rover», 1915)
85. Віктор Гончаров «Міжпланетний мандрівник» (рос. «Межпланетный путешественник», 1924)
86. Джон Барнс «Мільйон відчинених дверей[en]» (англ. «A Million Open Doors», 1992)
87. Джеймс Гедлі Чейз «Міс Шамвей махає чарівною паличкою» (англ. «Miss Shumway Waves a Wand», 1944)
88. Євген Лукін, Любов Лукіна «Місіонери» (рос. «Миссионеры», 1990)
89. Ієн Бенкс «Міст» (англ. «The Bridge», 1986)
90. Кетрін Патерсон «Міст до Терабітії» (англ. «Bridge to Terabithia», 1977)
91. Джо Голдемен «Міст розуму» (англ. «Mindbridge», 1976)
92. Джеймс Бліш тетралогія «Міста в польоті[en]» (англ. «Cities in Flight», 1950-1962, 1970)
93. Кліффорд Сімак «Місто» (англ. «City», 1944-1951, 1951)
94. Джон Ширлі «Місто вийшло погуляти» (англ. «City Come A-Walkin», 1980)
95. Урсула Ле Ґуїн «Місто ілюзій» (англ. «City of Illusions», 1967)
96. Пет Мьорфі «Місто незабаром після» (англ. «The City, Not Long After», 1989)
97. Едмонд Гемілтон «Місто на краю світу» (англ. «The City at World’s End», 1951)
98. Жан Рей «Місто невимовного страху» (фр. «La Cité de l'indicible peur», 1943)
99. Грег Іген «Місто перетурбацій» (англ. «Permutation City», 1994)
100. Томмазо Кампанелла «Місто Сонця» (італ. «La città del sole», 1602)
101. Артур Кларк «Місто та зірки» (англ. «The City and the Stars», 1956)
102. Роберт Гайнлайн «Місяць — суворий господар» (англ. «The Moon Is a Harsh Mistress», 1966)
103. Альгіс Будріс (англ. Algis Buldrys)  — «Місяць-пустунець»" (англ. «Rogue Moon»)
104. Сергій Павлов роман у двох частинах «Місячна веселка» (рос. «Лунная радуга», 1978, 1983)
105. Ебрахам Мерріт «Місячний басейн[en]» (англ. «The Moon Pool», 1919)
106. Вілкі Коллінз «Місячний камінь» (англ. «The Moonstone», 1868)
107. Артур Кларк «Місячний пил» (англ. «A Fall of Moondust», 1961)
108. Джек Венс «Мови Пао[en]» (англ. «The Languages of Pao», 1958)
109. Роберт Рід «Мозок[en]» (англ. «Marrow», 2000)
110. Гайнріх Гаузер[de] «Мозок-гігант» (англ. «Gigant Hirn», 1958)
111. Артур Кларк «Молот бога» (англ. «The Hammer of God», 1993)
112. Ларрі Нівен, Джеррі Пурнелл «Молот Люцифера» (англ. «Lucifer's Hammer», 1977)
113. Міхаель Енде роман у трьох частинах «Момо, або дивна історія про грабіжників часу і про lівчинку, яка повернула людям вкрадене час» (нім. «Mоmо oder Die seltsame Geschichte von den Zeit-Dieben und von dem Kind, das den Menschen die gestohlene Zeit zurückbrachte, 1973)
114. Єремей Парнов та Михайло Ємцев «Море Дірака» (рос. «Море Дирака», 1966)
115. Гаврило Бірюлін «Море і зорі» (рос. «Море и звёзды», 1962)
116. Террі Пратчетт «Морт» (англ. «Mort», 1987)
117. Володимир Войнович «Москва 2042» (рос. «Москва 2042», 1986)
118. Вадим Панов «Московський клуб» (рос. «Московский клуб», 2005)
119. Ларрі Нівен, Джеррі Пурнелл «Мошка у зіниці Господа» (англ. «The Mote in God's Eye», 1974)
120. Генрі Райдер Гаґґард та Ендрю Ленг «Мрія світу» (англ. «The World's Desire», 1890)
121. Грег Бір «Музика крові[en]» (англ. «Blood Music», 1985)
122. Робін Кук «Мутація» (англ. «Mutation», 1990)

## Н
1. Адам Робертс «На[en]» (англ. «On», 2001)
2. Невіл Шют «На березі» (англ. «On the Beach», 1957)
3. Артур Гейлі «На вищих щаблях» (англ. «In High Places», 1962)
4. Томас Діш «На крилах пісні» (англ. «On Wings of Song», 1979)
5. Джо Аберкромбі «На лезі клинка» (англ. «The Blade Itself», 2006)
6. Дейв Волвертон[en] «На моєму шляху до раю[en]» (англ. «On My Way to Paradise», 1989)
7. Єжи Жулавський «На срібній планеті» (пол. «Na srebrnym globie», 1903)
8. В'ячеслав Рибаков «На чужому бенкеті» (рос. «На чужом пиру», 2000)
9. Кліффорд Сімак «Навіщо кликати їх назад з небес?» (англ. «Why Call Them Back from Heaven?», 1967)
10. Жуль Верн «Навколо Місяця» (фр. «Autour de la Lune», 1865)
11. Жуль Верн «Навколо світу за вісімдесят днів» (фр. «Le Tour du monde en quatre-vingts jours», 1872)[6]
12. Стівен Кінг «Нагальні речі» (англ. «Needful Things», 1991)
13. Віктор Пелевін «Наглядач», (рос. «Смотритель», 2015)
14. Петер Жолдош «Надзавдання» (англ. «A Feladat», 1971)
15. Жуль Верн, Мішель Верн «Надзвичайні пригоди експедиції Барсака[fr]» (фр. «L'Étonnante Aventure de la mission Barsac», 1914)
16. Ян Ларрі «Незвичайні пригоди Карика і Валі» (рос. Необыкновенные приключения Карика и Вали, 1937)
17. Семюел Ділейні «Наднова» (англ. «Nova», 1968)
18. Чарльз Шеффілд «Надшвидкість[en]» (англ. «Godspeed», 1993)
19. Джеймс С. А. Корі «На згарищі Сіболи» (англ. «Cibola Burn», 2014)
20. Олег Дивов «Найкращий екіпаж Сонячної» (рос. «Лучший экипаж Солнечной», 1998)
21. Роберт Шеклі «Найперша жертва» (англ. «Victim Prime», 1987)
22. Андре Лавсі (Andrew Lovesey) «Напівянголи» (англ. «Half angels», 1975)
23. Гілберт Кіт Честертон «Наполеон з Ноттін Гіллу» (англ. «The Napoleon of Notting Hill», 1904)
24. Джон Келвін Бечелор[en] (англ. John Calvin Batchelor)  «Народження Народної республіки Антарктика» (англ. «The Birth of People's Republic of Antartica», 198.)
25. Гаррі Гаррісон «Народження Сталевого Щура» (англ. «A Stainless Steel Rat is Born», 1985)
26. Георгій Гуревич «Народження шостого океану» (рос. «Рождение шестого океана», 1960)
27. Брати Стругацькі «Населений острів» (рос. «Обитаемый остров», 1969)
28. Еммануїл Зелікович[ru] «Наступний світ» (рос. «Следующий мир», 1930)
29. Володимир Владко «Нащадки скіфів» (укр. «Нащадки скіфів», 1937, 1939) l
30. Нік Перумов і Сергій Лук'яненко «Не час для драконів» (рос. «Не время для драконов», 1997)
31. Андрій Валентинов «Небеса торжествують» (рос. «Небеса ликуют», 2000)
32. Софус Міхаеліс[da] «Небесний корабель» «Небесний корабель» (дан. «Himmelskibet», 1921)
33. Клайв Стейплз Льюїс «Небіж чаклуна» (англ. «The Magician's Nephew», 1955)
34. Чарльз Штросс «Небо сингулярності» (англ. «Singularity Sky», 2003)
35. Ніл Ґейман «Небудь-де» (англ. «Neverwhere», 1996)
36. Наталі Еннеберг та Шарль Еннеберг[fr] «Народження богів» (фр. «La Naissance des dieux», 1954),  (Франція)
37. Мішель Жьорі (фр. Michel Jeury) «Невизначений час» (фр. «Les Temps incertain», (1973) (Франція)
38. Білл Адамс, Сесіл Брукс «Незворотній шлях» (англ. «The Unwound Way», 1981)
39. Микола Носов «Незнайко в Сонячному місті» (рос. «Незнайка в Солнечном городе», 1958)
40. Микола Носов «Незнайко на Місяці» (рос. «Незнайка на Луне», 1964-1965)
41. Вільям Ґібсон «Нейромант» (англ. «Neuromancer», 1984) [7]
42. Яцек Пекара, Даміан Кухарський «Некрозіс: пробудження» (пол. «Necrosis: Przebudzenie», 2005)
43. Ізабель Купер «Немає власної пані» (англ. «No Proper Lady», 2011)
44. Майкл Бішоп «Немає ворога окрім часу» (англ. «No Enemy But Time», 1982)
45. Рене Баржавель, «Необережний мандрівник» (фр. «Le Voyageur imprudent», (1943),  (Франція)
46. Станіслав Лем «Непереможний» (пол. «Niezwyciężony», 1964)
47. Лестер дель Рей «Нерви» (англ. «Nerves», 1956)
48. Джо Голдеман «Нескінченна війна» (англ. «The Forever War», 1972-1974)
49. Джо Голдеман «Нескінченний мир» (англ. «Forever Peace», 1997)
50. Любов Щедрова «Нескінченність початку» (рос. «Бесконечность начала», 1997)
51. Філіп Дік «Нестикований час» (англ. «Time Out of Joint», 1959)
52. Дейвід Зінделл «Ніколисся», цикл «Реквієм за Homo Sapiens» (англ. «Neverness», 1988)
53. Рене Баржавель «Ніч часів[fr]» (фр. «La Nuit des temps», 1968)
54. Алан Кемпбелл[en] «Ніч шрамів» (англ. «Scar Night», 2007)
55. Сергій Лук'яненко «Нічна варта[ru]» (рос. «Ночной дозор», 1998)
56. Боб Шоу «Нічна прогулянка» (англ. «Night Walk», 1967)
57. Джон Лаймінтон[en] «Нічні павуки» (англ. «Cycle of Nemesis», 1967)
58. Вільям Барроуз (англ. William S. Burroughs)  — Нова експрес" (англ. «Nova Express», 1964)
59. Стенлі Вайнбаум «Новий Адам» англ. «The New Adam», 1939)
60. Ноель Роже[fr] «Новий потоп» (фр. «Le Nouveau Déluge», 1922)
61. Джозеф Г. Ділейні[en] «Нові недоторкані[en]» (англ. «The New Untouchables», 1982)
62. Ден Морґан[en] «Нові розуми» (англ. «The New Minds», 1967)
63. Кордвайнер Сміт «Нострилія» (англ. «Norstrilia», 1975)
64. Кендзабуро Ое «Нотатки пінчраннера[en]» (яп. «ピンチランナー調書», 1976)
65. Лао Ше «Нотатки про котяче місто» (кит.: «猫城记», 1932-33)
66. Генрі Лайон Олді «Нюансери» (рос. «Нюансеры», 2019)
67. Стефан Вуль «Нюрк» (фр. «Niourk», 1957),  (Франція)

## О
1. Роберт Шеклі «Обмін розумів» (англ. «Mindswap», 1965)
2. Брати Стругацькі «Обтяжені злом, або Сорок років по тому» (рос. «Отягощённые злом, или Сорок лет спустя», 1988)
3. Андрій Валентинов «Овернський клірик»[ru] (рос. «Овернский клирик», 1997)
4. Станіслав Лем «Огляд на місці» (пол. «Wizja lokalna», 1982)
5. Айзек Азімов «Оголене сонце» (англ. «The Naked Sun», 1957)
6. Василь Звягінцев «Одіссей залишає Ітаку» (роман з однойменного циклу[ru]) (рос. «Одиссей покидает Итаку», 1992)
7. Генрі Лайон Олді «Одіссей, син Лаерта[ru]» (рос. «Одиссей, сын Лаэрта», 2000-2001)
8. Гомер «Одіссея» (дав.-гр. «Ὀδύσσεια», VIII ст. до н. е.)
9. Ніл Ґейман «Океан у кінці дороги» (англ. «The Ocean at the End of the Lane», 2013)
10. Філіп Дік «Око у небі[en]» (англ. «Eye in the Sky »), рук. 1955; доп. 1957}})
11. Артур Кларк та Стівен Бекстер «Око часу» (англ. «Time's Eye», 2003)
12. Дяченки Марина та Сергій «Олена й Аспірин» (рос. «Алёна и Аспирин», 2006)
13. Віктор Пелевін «Омон Ра» (рос. «Омон Ра», 1992)
14. Юрій[ru] та Світлана Сафронови «Онуки наших онуків» (рос. «Внуки наших внуков», 1958)
15. Джин Вулф «Операція Арес[en]» (англ. «Operation Ares») (США)[8].
16. Андре Нортон «Операція «Часовий пошук» (англ. «Operation Time Search», 1967)
17. Джон Бойд „Опилювачі Едему“ (англ. «The Pollinators of Eden», 1969)
18. Едгар Аллан По „Оповідь Артура Гордона Піма[en]“ (англ. «The Narrative of Arthur Gordon Pym of Nantucket», 1838)
19. Вільям Морріс „Оповідь про Сяючу рівнину[en]“ (англ. «The Story of the Glittering Plain», 1890/1891)
20. Маргарет Етвуд „Оповідь служниці“ (англ. «The Handmaid's Tale», 1985)
21. Анхеліка Городішер (ісп. Angélica Gorodischer) „Опус два“ (ісп. Opus dos, 1967)
22. Роберт Шеклі „Опції“ (англ. Options, 1975)
23. Пол Андерсон роман в чотирьох частинах „Орбіта необмежена“ (англ. «Orbit Unlimited», 1961)
24. Мішель Жьорі „Орбіта та колесо“ (фр. «L'Orbe et la Roue», 1982)
25. Боб Шоу (англ. Bob Shaw)  — „Орбітсвіль“ (англ. «Orbitsville», 1975)
26. Георгій Гуревич „Ордер на молодість“ (рос. «Ордер на молодость», 1988)
27. Вірджинія Вулф „Орландо: біографія“ (англ. «Orlando: A Biography», 1928)
28. Леві Тідгар (англ. Lavie Tidhar) „Осама“ (англ. «Osama», 2011),
29. Вільям Сендерс „Осередки опору“ (англ. «Pockets of Resistance», 1990)
30. Сергій Лук'яненко „Осінні візити[ru]“ (рос. «Осенние визиты», 1997)
31. Василь Головачов „Простір неспокою“ (укр. «Простір неспокою. Слід босої ноги», 1985, 1989)
32. Мері Шеллі „Остання людина[ru]“ (англ. «The Last Man», 1926)
33. Анджей Сапковський „Останнє бажання/Відьмак“ (пол. «Ostatnie życzenie/Wiedźmin», 1986)
34. Олаф Стейплдон „Останні і перші люди“ (англ. «Last and First Men: A Story of the Near and Far Future», 1930)
35. Альфред Е. Аттаназіо[en] „Останні легенди Землі[en]“ (англ. «The Last Legends of Earth», 1989)
36. Вадим Панов „Останній адмірал Заграти[ru]“ (рос. «Последний адмирал Заграты», 2011)
37. Урсула Ле Ґуїн „Останній берег“ (англ. «The Farthest Shore», 1972)
38. Юлія Іванова „Останній експеримент“ (рос. «Последний эксперимент», рос. «Земля спокойных», 1973)
39. Джон Бойд „Останній зореліт з Землі“ (англ. «The Last Starship from Earth», 1968)
40. Ігор Росоховатський „Останній сигнал“ (укр. «Останній сигнал», 1989)
41. Клайв Стейплз Льюїс „Остання битва“ (англ. «The Last Battle», 1956)
42. Девід Еддінгз[en] „Кінець гри чарівників“ (англ. «Enchanters End's Game», 1984) з циклу „Бельгаріада[en]“
43. Майкл Муркок Тетралогія „Остаточна програма“ (англ. «The Final Programme», 1967—1968),
44. Остін Теппан Райт „Островитанія“ (англ. «Islandia», 1942)
45. Герберт Веллс „Острів доктора Моро“ (англ. «The Island of Doctor Moreau», 1896)
46. Василь Аксьонов „Острів Крим“ (рос. «Остров Крым», 1981)
47. Роджер Желязни „Острів мертвих“ (англ. «Isle of the Dead», 1969)
48. Умберто Еко „Острів напередодні“ (італ. «L'isola del giorno prima», 1994)
49. Анатоль Франс „Острів пінгвінів“ (фр. «L’Île des Pingouins», 1908)
50. Євген Красницький, Олена Кузнєцова, Ірина Град „Отрок. Баби строєм не воюють“ (рос. «Бабы строем не воюют», 2013) з циклу „Отрок“
51. Артур Конан Дойл „Отруйний пояс“ (англ. «The Poison Belt», 1913)
52. Анатолій Корольов[ru] „Охоронці неба“ (рос. «Блюстители неба», 1992)

## П
1. Кіт Робертс „Павана“ (англ. «Pavane», 1968)
2. Ден Сіммонс „Падіння Гіперіона“ (англ. «The Fall of Hyperion», 1990)
3. Боб Шоу „Палац вічності“ (англ. «The Palace of Eternity»)
4. Джек Венс „Палац кохання[en]“ (англ. «The Palace of Love», 1967)
5. Уго Малагуті „Палац у небі“ (італ. Il Palazzo nei Cielo, 1970) [9].
6. Лоїс Макмастер Буджолд „Пам'ять“ (англ. «Memory», 1996)
7. Маргарет Мехі[en] „Пам'ять“ (англ. «Memory», 1987)
8. Джеймс Блейлок[en] „Паперовий Грааль“ (англ. «The Paper Grail», 1991)
9. Джон Вітборн[en] „Папи та фантоми“ (англ. «Popes and Phantoms», 1993)
10. Чарльз Гарнесс „Парадоксальні люди“ (англ. «The Paradox Men», 1953)
11. Колін Генрі Вілсон „Паразити свідомості“ (англ. «The Mind Parasites», 1967)
12. Жуль Верн „Паровий будинок“ (фр. «La Maison à vapeur», 1880)
13. Франсіс Карсак „Паразити в гриві лева“ (фр. «La vermine du lion», 1967)
14. Колін Вілсон „Паразити свідомості“ (англ. «The Mind Parasites», 1967)
15. Жуль Верн» «Париж у XX столітті» (фр. «Paris au XXe siècle», 1863 - 1994)
16. Патрік Зюскінд «Парфуми» (нім. Das Parfum. Die Geschichte eines Mörders, 1985)
17. Роберт Гайнлайн «Пасинки неба» (англ. «Orphans of the Sky», 1941)
18. Роберт Шеклі «Пастка для людей[en]» (англ. «The People Trap», 1968)
19. Грегорі Бенфорд «Пейзаж часу» (англ. «Timescape», 1980)
20. Даррен Шен[en] «Пекельний обрій[en]» (англ. «Hell's Horizon», 2000)
21. Деймон Найт «Пекельний тротуар» (англ. «Hell's Pavement», 1955)
22. Пол Андерсон «Пекельний цирк» (англ. «A Circus of Hells», 1970) з циклу про Домініка Флендрі[en] [10].
23. Енджела Картер «Пекельні машини бажання доктора Гоффмана[en]» (англ. «The Infernal Desire Machines of Doctor Hoffman», 1972)
24. Крішан Чандар «Перевернуте дерево» (1954, (урду «الٹا درخت»))
25. Крістофер Пріст «Перевернутий світ» (англ. «The Inverted World», 1974)
26. Філіп Дік «Передостання правда» (англ. «The Penultimate Truth», 1964)
27. Клайв Стейплз Льюїс «Переландра» (англ. «Perelandra», 1938—1945)
28. Джеймс Т. Макінтош[en] «Переселення [en]» (англ. «Transmigration», 1970)
29. Стівен Кінг «Переслідуваний» (англ. «The Running Man»), 1982)
30. Олексій Пєхов «Пересмішник» (рос. «Пересмешник», 2009)
31. Семюел Ділейні «Перетин Ейнштейна» (англ. «The Einstein Intersection», 1967)
32. Амос Тутувола «Перната жінка з хащів» (англ. «Feather Woman of the Jungle», 1962)
33. Террі Гудкайнд «Перше правило чарівника[en]» (англ. «Wizard’s First Rule», 1994)
34. Едвард Елмер Сміт «Перший ленсмен[en]» (англ. «First Lensman», 1950)
35. Ернест Клайн «Першому гравцеві приготуватися» (англ. «Ready player one», 2011)
36. Артур Кларк та Стівен Бекстер «Першонароджені» (англ. «Firstborn», 2007)
37. Майкл Муркок «Пес війни та світовий біль[en]» (англ. «The War Hound and the World's Pain», 1981)
38. Герберт Веллс «Перші люди на Місяці» (англ. «The First Men in the Moon», 1901)
39. Олег Шинкаренко «Перші українські роботи» (укр. «Перші українські роботи», 2016)
40. Артур Кларк та Стівен Бекстер «Першонароджені» (англ. «Firstborn», 2007)
41. Жозеф Роні-старший «Печерний лев» (фр. «Le Félin géant», 1918)
42. Філіп Пулман «Північне сяйво» (англ. «Northern Lights», 1995)
43. Віктор Савченко «Під знаком цвіркуна» (рос. «Под знаком сверчка», 1994)
44. Стівен Кінг «Під куполом» (англ. «Under the Dome», 2009)
45. Ден Ебнетт «Піднесення Хоруса» (англ. «Horus Rising», 2006)
46. Крістофер Пріст «Підтвердження» (англ. «The Affirmation», 1981)
47. Брати Стругацькі «Пікнік на узбіччі» (рос. «Пикник на обочине», 1971)
48. Борис Віан «Піна днів» (фр. «L'Écume des jours», 1947)
49. Анатоль Імерманіс[ru] «Піраміда Мортона» (латис. «Mortona piramīda», 1971)
50. Артур Кларк «Піски Марса» (англ. «The Sands of Mars», 1951)
51. Артур Кларк «Пісні далекої Землі» (англ. «The Songs of Distant Earth», 1986)
52. Пітер С. Біґл «Пісня корчмаря» (англ. «The Innkeeper's Song», 1992)
53. Джонатан Летем «Пістолет з оригінальною музикою[en]» (англ. «Gun, with Occasional Music, 1994)
54. Джеймс Баррі «Пітер Пен» (англ. «Peter Pan in Kensington Gardens», 1906)
55. Роберт Гайнлайн «Піхотинці зорельоту» (англ. «Starship Troopers», 1959)
56. Олександр Громов «Піщана гребля» (рос. «Запруда из песка», 2011)
57. Ніл Гейман 1-ий том коміксів (графічний роман) «Пісочний чоловік: прелюдії та ноктюрни» (англ. «The Sandman: Preludes & Nocturnes», 1989)
58. Адольфо Бйой Касарес «План втечі«» (ісп. «Plan de evasión», 1945)
59. Фред Сейберхеген «Планета берсеркера» (англ. «Berserker's Planet», 1975)
60. Валентина Мухина-Петринська[ru] «Планета Гаріс: відіслані до вічності» (рос. «Планета Харис: Отосланные к вечности», 1984)
61. Юрій Забілло «Планета для робінзонів» (рос. «Планета для робинзонов», 1991)
62. Лариса Захарова, Володимир Сіренко «Планета зорі Іпсілон» (рос. «Планета звезды эпсилон» 1984)
63. П'єр Буль «Планета мавп» (фр. «La Planète des Singes», 1963)
64. Джанні Родарі «Планета новорічних ялинок[it]» (італ. «Il pianeta degli alberi di Natale», 1962)
65. Джек Венс «Планета пригод[en]» (англ. «Planet of Adventure», 1968-70)
66. Урсула Ле Ґуїн «Планета Роканнона» (англ. «Rocannon's World», 1966)
67. Алла Марковська «Планета Сенп» (рос. «Планета Сэнп» («Волны. Сэнп»), 2012)
68. Роберт Сілверберг «Планета смерті» (англ. «Planet of Death», 1967)
69. Джон Джейкс[en] «Планета шестизарядного пістолета» (англ. «Six-Gun Planet», 1970)
70. Стівен Бекстер «Пліт» англ. «Raft», 1991)
71. Стівен Л. Бьорнс[en] «Плоть та срібло» англ. «Flesh and Silver», 1999)
72. Обручев Володимир Панасович, «Плутонія» (рос. «Плутония», 1924)
73. Жозеф Роні-старший «По вогонь» (фр. «La Guerre du feu», 1909)
74. Артур Кларк «Побачення з Рамою» (англ. «Rendezvous with Rama», 1973)
75. Станіслав Лем «Повернення з зірок» (пол. «Powrót z gwiazd», 1961)
76. Едмонд Гемілтон «Повернення до зірок[ru]» (англ. «Return to the Stars», 1969)
77. Кай Маєр[de] «Повернення чаклуна» (нім. «Die Ruckkehr des Hexennmeisters», 1999)
78. Зиновій Юр'єв «Повна переробка» (рос. «Полная переделка», 1975, 1979)
79. Анатоль Франс «Повстання янголів[fr]» (фр. «La Révolte des anges», 1914)
80. Джеймс Вайт «Погляд знизу[en]» (англ. «The Watch Below», 1966), [11].
81. Мак Рейнольдс (англ. Mack Reynolds)   «Погляд назад з 2000 року» (англ. «Looking Backward, From the Year 2000»,1973)
82. Михайло Успенський та Андрій Лазарчук «Поглянь в очі чудовиськ[ru]» (рос. «Посмотри в глаза чудовищ», 1997)
83. Ворд Мур «Подаруй ювілей» (англ. «Bring the Jubilee», 1953)
84. Роберт Гайнлайн «Подвійна зірка» (англ. «Double Star», 1956)
85. Ернст Пашицький, Олександр Рожен «Подорож буде небезпечною» (укр. «Подорож буде небезпечною», 1989)
86. Роберт Шеклі (англ. Robert Sheckley)  — «Подорож Джоеніса» (англ. «Journey Beyond Tomorrow», 1963)
87. Фрідьєш Карінті «Подорож до Фа-ре-мі-до» (угор. «Utazás Faremidóba», 1916)
88. Вітауте Жилінскайте[lt] «Подорож до Тандадрики» (лит. «Kelionė į Tandadriką», 1984)
89. Жуль Верн «Подорож до центру Землі» (фр. «Voyage au centre de la Terre», 1864)
90. Клайв Стейплз Льюїс «Подорож Досвітнього мандрівника» (англ. «The Voyage of the Dawn Treader», 1952)
91. Стерлінг Ланьє[en] «Подорож Єро» (англ. «Hiero's Journey», 1973)
92. Дейвід Джерролд «Подорож «Зоряного вовка» (англ. «Voyage of the Star Wolf », 1990)
93. Альфред ван Вогт «Подорож Космічного гончака» (англ. «The Voyage of the Space Beagle», 1939-1950, 1950)
94. Шон Макмуллен «Подорож «Місячної тіні»» (англ. «Time Future», 2002)
95. У Чен'ень «Подорож на Захід» (кит.: «西遊記», 1590-ті)
96. Джордж Мартін «Подорож Тафа[en]» (англ. «Tuf Voyaging», 1986)
97. Джеррі Олшен[en] «Покинуте місце» (англ. «Abandon in Place», 2000)
98. Вернор Вінжі «Покинуті в реальному часі» (англ. «Marooned in Realtime», 1986)
99. Джон Браннер «Полімат» (англ. «Polymath»), 1964; доп. 1974}})
100. Меґан Ліндгольм «Політ гарпії» (англ. Harpy's Flight», 1983)
101. Гаррі Гаррісон «Посуньтесь, посуньтесь» (англ. «Make Room! Make Room!»)
102. Філіп Хосе Фармер «Політ до Опару[en]» (англ. «Flight to Opar», 1976) ,
103. Енн Маккефрі «Політ дракона» (англ. «Dragonflight», 1968)
104. Гаррі Гаррісон «Полонений Всесвіт» (англ. «Captive Universe», 1969)
105. Брати Стругацькі «Полудень, XXII століття» (рос. «Полдень. ХХІІ век», 1961)
106. Володимир Васильєв «Полювання на дикі вантажівки (Технік Великого Києва)» (рос. «Охота на дикие грузовики (Техник Большого Киева)», 1997)
107. Брати Стругацькі «Понеділок починається в суботу» (рос. «Понедельник начинается в субботу», 1965)
108. Оскар Вайлд «Портрет Доріана Грея» (англ. «The Picture of Dorian Gray», 1890)
109. Володимир Савченко «Посада у Всесвіті» (рос. «Должность во Вселенной», 1992)
110. Джон Браннер «Постановки часу[en]» (англ. «The Productions of Time», 1966)  (Англія[12].
111. Вільям Ф. Темпл[en] «Постріл по Місяцю» (англ. «Shoot at the Moon», 1966) (США)[13].
112. Гаррі Гаррісон «Посуньтесь, посуньтесь» (англ. «Make Room! Make Room!», 1966) [14]
113. Джеймс Баллард «Посуха, або Спалений світ[en]» (англ. «The Drought», or «The Burning World», 1964)
114. Річард Мід «Пошук вигнанців» (англ. «Exile's Quest», 1970)
115. Мік Фаррен[en] «Пошук ДНК-ковбоїв» (англ. «The Quest of the DNA Cowboys », 1976)
116. Пірс Ентоні «Пошук питання[en]» (англ. «Question Quest», 1991)
117. Аврам Дейвідсон «Правління Кар-чі» (англ. «The Kar-Chee Reign»),  (США)[15]
118. Пітер С. Біґл «Прекрасна й затишна місцина» (англ. «A Fine and Private Place», 1960)
119. Олдос Гакслі «Прекрасний новий світ» (англ. «Brave new world», 1932)
120. Крістофер Пріст «Престиж» (англ. «The Prestige», 1995)
121. Франсіс Карсак «Прибульці нізвідки» (фр. «Ceux de nulle part», 1953)
122. Роберт Говард «Прибуття Конана Кімерійського[en]» (англ. «The Coming of Conan the Cimmerian», 1932-1933, 2002)
123. Ширлі Джексон «Привид будинку на пагорбі» (англ. «The Haunting of Hill House», 1959)
124. Ґастон Леру «Привид Опери» (фр. «Le Fantôme de l'opéra», 1910)
125. Рудольф Еріх Распе, Готфрід Август Бюргер «Пригоди барона Мюнхгаузена» (нім. «Die Abenteuer des Baron Münchhausen», 1786)
126. Микола Носов «Пригоди Незнайка і його товаришів» (рос. «Приключения Незнайки и его друзей», 1953-1954)
127. Карло Коллоді «Пригоди Піноккіо» (італ. «Le avventure di Pinocchio», 1883)
128. Джанні Родарі «Пригоди Цибуліно» (італ. «Le avventure di Cipollino», 1951)
129. Яків Окунєв[ru] «Прийдешній світ» (рос. «Грядущий мир», 1923)
130. Ворд Мур «Подаруй ювілей», (англ. «Bring the Jubilee», 1953)
131. Ролан Топор[fr] «Принцеса Ангіна» (фр. «La Princesse Angine», 1967)
132. Роджер Желязни, Роберт Шеклі «Принеси мені голову прекрасного принца» (англ. «Bring Me The Head of Prince Charming», 1991)
133. Клайв Стейплз Льюїс «Принц Каспіан» (англ. «Prince Caspian: The Return to Narnia», 1951)
134. Едгар Райс Барроуз «Принцеса Марса» (англ. «A Princess of Mars», 1912)
135. Кліффорд Сімак «Принцип перевертня» (англ. «The Werewolf Principle», 1967)
136. Валентин Чемерис «Приречені на щастя» (укр. «Приречені на щастя», 1985)
137. Чарльз Штросс «Прискорюючись[en]» (англ. «Accelerando», 2005)
138. Андре Нортон «Провісник вторгнення» (англ. «Forerunner Foray», 1973)
139. Лю Цисінь «Проблема трьох тіл» (кит. трад. «三體», 2006)
140. Тім Пауерс «Проголоси[en]» (англ. «Declare», 2001)
141. Рассел Гобан «Прогульник Ріддлі» (англ. Riddley Walker, 1980)
142. Сюзі Маккі Чарнас «Прогулянка до межі світу» (англ. «Walk to the End of the World_ by Suzy Mckee Charnas»)
143. Олександр Бєляєв «Продавець повітря» (рос. «Продавец воздуха», 1929)
144. Пітер Дікінсон «Продавець погоди» (англ. «The Weathermonger», 1969)
145. Мартін Юрік «Проект Зента» (словац. «Projekt Zenta», 2014)
146. Дейвід Вебер «Проїхати ще милі[en]» (англ. «Miles to Go», 1995)
147. Роджер Желязни «Долина прокльонів» (англ. «Damnation Alley», 1969)
148. Орсон Скотт Кард «Промовець від імені мертвих» (англ. «Speaker for the Dead», 1986)
149. Річард Каупер «Прорив» (англ. «Breakthrough», 1967)
150. Дейвід Ґай Комптон «Прощавай, благословіння Землі» (англ. «Farewell, Earth's Bliss», 1966)[16]
151. Марія Галіна «Прощавай, мій янголе» (рос. «Прощай, мой ангел», 2001)
152. Естер М. Фріснер[en] «Псалми Ірода» (англ. «The Psalms Of Herod», 1996)
153. Олександр Грін «Пурпурові вітрила» (рос. «Алые паруса», 1923)
154. Дуглас Адамс «Путівник по Галактиці для космотуристів» (англ. «The Hitchhiker's Guide to the Galaxy», 1979)
155. Джин Вулф «П'ята голова Цербера» (англ. «The Fifth Head of Cerberus»)
156. Андре Лорі, Жуль Верн «П'ятсот мільйонів Бегуми» (фр. «Les Cinq Cents Millions de la Bégum», 1879)

## Р
1. Карел Чапек «Р.У.Р.» (чеськ. «R.U.R.», 1920)
2. Брати Стругацькі «Равлик на схилі» (рос. «Улитка на склоне», 1966)
3. Філіп К.Дік «Радіо «Вільний Альбемас»» (англ. Radio Free Albemuth», 1976— рукопис, 1985)
4. Костянтин Мережковський[ru] «Рай земний або Сон у зимову ніч» (рос. «Рай земной или Сон в зимнюю ночь», 1903)
5. Лестер дель Рей «Ракета з нескінченності» (англ. «Rocket from Infinity», 1966) [17].
6. Олег Авраменко «Реальна загроза» (рос. Реальная угроза, 2004)
7. Кліффорд Сімак «Резервація гоблінів» (англ. «The Goblin Reservation», 1968)
8. Василь Головачов «Реквієм машині часу» (рос. «Реквием машине времени», 1990)
9. Марина та Сергій Дяченки «Ритуал» (рос. «Ритуал», 1996)
10. Террі Пратчетт «Рівні[en]» (англ. «Strata», 1981)
11. Вілсон Такер «Рік спокійного Сонця» (англ. The Year of the Quiet Sun, 1970)
12. Франсіс Карсак «Робінзони космосу» (фр. «Les Robinsons du Cosmos», 1955)
13. Террі Пратчетт «Роблячи гроші» (англ. «Making money», 2007)
14. Адам Вишневськи-Снерг «Робот» (пол. «Robot», 1973)
15. Жуль Верн «Робур-завойовник» (фр. «Robur le Conquérant», 1886)
16. Джон Слейдек (англ. John Sladek)   «Родерік» (англ. «Roderick» and «Roderick at Random», 1980-83, 1983)
17. Станіслав Лем «Розслідування» (пол. «Śledztwo», 1959)
18. Станіслав Лем «Розповіді про пілота Піркса» (пол. «Opowieści o pilocie Pirxie», 1968)
19. Б. Р. Брюсс[fr] «Розріджена істота» (фр. «La créature éparse»)[18]
20. Кім Стенлі Робінсон «Роки рису і солі» (англ. «The Years of Rice and Salt», 2002)
21. Астрід Ліндґрен «Роня, дочка розбійника» (швед. «Ronja Rövardotter», 1981)
22. Роджер Желязни «Розчинені двері на піску» (англ. «Doorways in the Sand», 1976)
23. Святослав Логінов «Росія за хмарою» (рос. «Россия за облаком», 2007)
24. Ніл Стівенсон «Ртуть» (англ. «Quicksilver», 2003)
25. Роман Злотников «Руігат. Стрибок» (рос. «Руигат. Прыжок», 2013)
26. Лайон Спрег де Кемп (англ. Lyon Sprague de Camp)  Дилогія «Рука Зеї» (англ. «The Hand of Zei», 1950; 1981 — під однієєю обкладинкою)
27. Станіслав Лем «Рукопис, знайдений у ванні» (пол. «Pamiętnik znaleziony w wannie», 1961)
28. Сенді Мітчел[en] «Рука зрадника» (англ. «The Traitor’s Hand», 2005)
29. Роджер Желязни «Рука Оберона» з циклу «Хроніки Амбера» (англ. «The Hand of Oberon», 1976)
30. Джоан Гарріс «Рунічна магія[en]» (англ. «Runemarks», 2007)
31. Роджер Желязни «Рушниці Авалона» (англ. «The Guns of Avalon», 1972)
32. Чингіз Айтматов «Рябий пес, що біжить краєм моря[ru]» (рос. «Пегий пёс, бегущий краем моря», 1977)

## С
1. Олег Дивов «Саботажник» (рос. «Саботажник», 2001)
2. Олоф Йоганнесон «Сага про великий комп'ютер» (швед. «Sagan om den Stora Datamaskinen», 1966)[19]
3. Вольфганг Гольбайн, Торстен Деві[de] «Сага про Нібелунґів» (нім. «Die Nibelungen-Saga», 2004—2010)
4. Володимир Одоєвський «Саламандра» (рос. «Саламандра», 1944)
5. Айзек Азімов «Самі немов боги» (англ. «The Gods Themselves», 1972)
6. Андре Нортон «Саргаси космосу» (англ. «Sargasso of Space», 1955)
7. Пол Андерсон «Світ без зірок[nl]» (англ. «World Without Stars», 1967)
8. Джон Крістофер «Світ взимку» (англ. «The World in Winter», 1962)
9. Роберт Сілверберг «Світ зсередини» (англ. «The World Inside», 1971)
10. Гаррі Гаррісон «Світ смерті» (англ. «Deathworld», 1960)
11. Чарльз Плетт[en] «Світ-звалище» (англ. «The Gas», 1970)
12. Ларрі Нівен «Світ-кільце» (англ. «Ringworld», 1970)
13. Альфред ван Вогт «Світ Нуль-А» (англ. «The World of Null-A», 1948, 1950) / «Пішаки Нуль-А» (англ. «The Pawns of Null-A», 1948-49, 1956)
14. Кеннет Балмер[en] «Світи, що готові здатися» (англ. «Worlds for the Taking») (Англія)[20].
15. Чарльз Плетт[en] «Світ сміття» (англ. «Garbage World», 1967)
16. Кліффорд Сімак "Світ-цвинтар (англ. «Cemetery World», 1973)
17. Джеймс Баллард «Світ, що потонув» (англ. «The Drowned World», 1962)
18. Святослав Логінов «Світло у віконці[ru]» (рос. «Свет в окошке», 2002)
19. Генрі Лайон Олді «Світло моє, дзеркальце...» (рос. «Свет мой, зеркальце...», 2017)
20. Джордж Мартін «Світло, що вмирає» (англ. «Dying of the Light», 1977)
21. Волтер Міллер-молодший, Террі Біссон «Святий Лейбовіц і Дика конежінка[en]» (англ. «Saint Leibowitz and the Wild Horse Woman», 1997)
22. Анджей Сапковський «Сезон гроз» (пол. «Sezon burz», 2013)
23. Кир Буличов «Селище» (рос. «Поселок», 1988)
24. Стівен Кінг «Серця в Атлантиді» (англ. «Hearts in Atlantis», 1999)
25. Браєн Олдіс «Сива борода» (англ. Greybeard», 1964)
26. Володимир Владко «Сивий капітан» (укр. «Сивий капітан», 1941, 1959)
27. Ґлен Кук «Сивий олов'яний смуток[en]» (англ. «Old Tin Sorrows?» 1989)
28. Володимир Бабула «Сигнали зі Всесвіту» (чеськ. «Signály z vesmíru», 1954)
29. В'ячеслав Назаров «Силайське яблуко» (рос. «Силайское яблоко», 1978)
30. Джон Р. Р. Толкін «Сильмариліон» (англ. «The Silmarillion», 1977)
31. Микола Руденко «Син Сонця - Фаетон» укр. «Син Сонця - Фаетон», 2002
32. Вокер Персі[en] «Синдром Танатоса[en]» (англ. «The Thanatos Syndrome», 1987)
33. Курт Воннегут «Сирени Титана» (англ. «The Sirens of Titan», 1959)
34. Роберт Ґрейвз «Сім днів на Новому Криті[en]» (англ. «Seven Days in New Crete», інша назва «Watch the North Wind Rise», 1949)
35. Олександр Волков «Сім підземних королів[ru]» (рос. «Семь подземных королей», 1964)
36. Олаф Стейплдон «Сіріус: Фантазія про любов і розбрат» (англ. «Sirius A Fantasy of Love and Discord», 1944)
37. Філіп Дік «Сканування втемну» (англ. «A Scanner Darkly», 1977)
38. Брем Стокер «Скарб семи зірок» (англ. «The Jewel of Seven Stars», 1903)
39. Мадлен Л'Енґл «Складка часу[en]» (англ. «A Wrinkle in Time», 1962)
40. Марина та Сергій Дяченки «Скрут» (рос. «Скрут», 1997)
41. Альфред ван Вогт «Слен» (англ. «Slan», 1940)
42. Пітер Воттс «Сліпобачення» (англ. «Blindsight», 2006)
43. Урсула Ле Ґуїн «Слово для світу — ліс» (англ. «The Word for World Is Forest», 1972)
44. Джеймс Ґанн «Слухачі[en]» (англ. «The Listeners», 1970)
45. Бен Бова «Смертельна мрія» (англ. «Death Dream», 1994)
46. Андрій Дмитрук «Смертоплавці» (рос. «Смертеплаватели», 2008)
47. Джон Крістофер (англ. John Christopher) — Смерть трави (англ. «The Death of Grass», 1956)
48. Говард Лавкрафт «Сновидні пошуки незвіданого Кадата» (англ. «The Dream-Quest of Unknown Kadath», 1943)
49. Михайло Булгаков «Собаче серце» рос. «Собачье сердце», 1968)
50. Гордон Р. Діксон «Солдата не питають[en]» (англ. «Soldier, Ask Not», 1967)
51. Пол Парк «Солдати раю» (англ. «Soldiers of Paradise», 1987)
52. Нормен Спінред «Соляріанці» (англ. «The Solarians»),  (США)[21]
53. Станіслав Лем «Соляріс» (пол. «Solaris», 1961)
54. Артур Кларк, Стівен Бекстер «Сонячна буря» (англ. «Sunstorm», 2005)
55. Володимир Винниченко «Сонячна машина» (укр. «Сонячна машина», 1928)
56. Вільям Голдінг (англ. William Golding)  — «Спадкоємці» (англ. «The Inheritors», 1955)
57. Олена Клещенко «Спадкоємці Фауста» (рос. «Наследники Фауста», 2009)
58. Тімоті Зан «Спадкоємець Імперії» (англ. «Heir to the Empire», 1991)
59. Ульріке Швайкерт цикл «Спадкоємці ночі[de]» (нім. «Die Erben der Nacht», 2008-2013)
60. Кліффорд Сімак «Спеціальна доставка» (англ. «Special Deliverance», 1982)
61. Роберт Чарльз Вілсон «Спін» (англ. «Spin», 2005)
62. Пітер Гемілтон «Спляча порожнеча[en]» (англ. «The Dreaming Void», 2007)
63. Герберт Веллс «Сплячий прокидається» (англ. «When the Sleeper Wakes», 1899)
64. Демьєн Бродерік «Сплячі дракони» (англ. «The Dreaming Dragons», 1980)
65. Орсон Скотт Кард «Спокута Христофора Колумба» (англ. «The Redemption of Christopher Columbus», 1996)
66. Дін Кунц «Спостерігачі[en]» (англ. «Watchers», 1987)
67. Роберт Сілверберг «Спостерігачі[en]» (англ. «Those Who Watch», 1967)
68. Хольм ван Зайчик «Справа непогашеного місяця» (рос. «Дело непогашенной луны», 2005)
69. Говард Лавкрафт «Справа Чарльза Декстера Ворда» (англ. «The Case of Charles Dexter Ward», 1941, 1943)
70. Клайв Стейплз Льюїс «Срібне крісло» (англ. «The Silver Chair», 1953)
71. Брати Стругацькі «Спроба втечі» (рос. «Попытка к бегству», 1962)
72. Брати Стругацькі «Стажери» (рос. «Стажёры», 1962)
73. Пер Вальо «Сталевий стрибок» (швед. «Stålsprånget», 1968)
74. Гаррі Гаррісон «Сталевий щур повертається» (англ. «The Stainless Steel Rat Returns», 2010)
75. Айзек Азімов «Сталеві печери» (англ. «The Caves of Steel», 1953)
76. Гаррі Гаррісон «Сталевого Щура завербовано» (англ. «The Stainless Steel Rat Gets Drafted», 1987)
77. Чайна М'євіль «Станція загублених снів» (англ. «Perdido Street Station», 2000)
78. Керолайн Черрі (англ. Carolyn Janice Cherry)  — «Станція нижче нікуди» (англ. «Downbelow Station», 1981),
79. Єжи Жулавський «Стара Земля» (пол. «Stara Ziemia», 1911)
80. Лазар Лагін «Стариган Хоттабич» (рос. «Старик Хоттабыч», 1938, 1951)
81. Роджер Желязни «Створіння світла, Створіння темряви» (англ. «Creatures of Light and Darkness», 1969)
82. Айра Левін «Степфордські дружини» (англ. «The Stepford Wives», 1972)
83. Георгій Мартинов «Сто одинадцятий. Хроніка Н...ських подій» (рос. «Сто одиннадцатый. Хроника Н...ских событий», інша назва рос. «Незримый мост», 1976)
84. Габрієль Гарсія Маркес «Сто років самотності» (ісп. «Cien años de soledad», 1967)
85. Кир Буличов «Сто років тому вперед» (рос. «Сто лет тому вперёд», 1978)
86. Нора К. Джемісін «Сто тисяч королівств[en]» (англ. «The Hundred Thousand Kingdoms», 2010)
87. Дейвід Брін «Стрибун до Сонця» (англ. «Sundiver», 1980)
88. Олександр Бєляєв «Стрибок у ніщо» (рос. «Прыжок в ничто», 1933)
89. Олесь Бердник «Стріла часу» (укр. «Стріла часу», 1960)
90. Георгій Шах «Сумніших оповідей не знайдете…» (рос. «Нет повести печальнее на свете…», 1984)
91. Джуліен Мей «Супротивник» (англ. «The Adversary», 1984)
92. Олег Авраменко, Валентин Авраменко «Сутінки Великих» інша назва «Напередодні Армагедону» (укр. «Сутінки Великих», 2003)
93. Річард Каупер «Сутінки Бріарею» (англ. «The Twilight of Briareus», 1974)
94. Леслі Пурнелл Дейвіс[en] «Сутінкова подорож» (англ. «Twilight Journey», 1967)
95. Герберт Веллс «Сучасна утопія» (англ. «A Modern Utopia», 1905)
96. Майкл Крайтон «Сфера» (англ. «Sphere», 1987)
97. Ольга Онойко[ru] «Сфера-17» (рос. «Сфера-17», 2014)
98. Майкл Коннер[en] «Східний край Місяця[en]» (англ. «East of the Moon», 1993)
99. Мордехай Рошвальд «Сьомий рівень» (англ. «Level 7», 1959)
100. Стівен Кінг «Сяйво» (англ. «Shining», 1977)
101. Ромен Сарду[fr] «Сяйво Бога» (фр. «L'Eclat de Dieu», 2004)

## Т
1. Віктор Пелевін «Т» (рос. «t», 2009)
2. Пірс Ентоні «Та вічність[en]» (англ. «And Eternity», 1990)
3. Стівен Кінг «Та, що породжує вогонь» (англ. «Firestarter», 1980)
4. Григорій Адамов «Таємниця двох океанів» (рос. Тайна двух океанов, 1938)
5. Бернар Вербер «Таємниця богів[fr]» (фр. «Le Mystere des dieux», 2007)
6. Лі Брекет «Таємниця Сінгарату[en]» (англ. «The Secret of Sinharat»), 1949 — «Королева марсіянських катакомб»;1964)
7. Джордж Мартін «Таємний лицар» (англ. «The Mystery Knight», 2010)
8. Олександр Волков «Таємниця покинутого замку[ru]» (рос. «Тайна заброшенного замка», 1971, 1976, 1982)
9. Б. Р. Брюсс[fr] «Таємниця супів» (фр. «La Planète introuvable», 1967)
10. Жуль Верн «Таємничий острів» (фр. «L’Île mystérieuse», 1873)
11. Керстін Гір «Таймлесс. Рубінова книга» (нім. «Rubinrot», 2009)
12. Бернар Вербер «Танатонавти» (фр. «Les Thanatonautes», 1994)
13. Майкл Муркок «Танцівники на краю світу» (англ. «The Dancers at the End of Time», 1972-76, 1980)
14. Пол Андерсон «Танцівниця з Атлантиди[en]» (англ. «The Dancer from Atlantis», 1971)
15. Джон Норман «Тарнсмен Гора» (англ. «Tarnsman of Gor», 1966)
16. Пол Андерсон «Тау — нуль» (англ. «Tau Zero», 1970)
17. Робер Мерль «Тварина, обдарована розумом» (фр. «Un animal doué de raison», 1967)
18. Філіп Хосе Фармер «Творець всесвітів[en]» (англ. «The Maker of Universes», 1965)
19. Олаф Стейплдон «Творець зірок» (англ. «Star Maker», 1937)
20. Олаф Стейплдон «Творець туманності» (англ. «Nebula Maker», рук. 1933; 1976)
21. Віра Камша «Темна зоря[ru]» (рос. «Тёмная Звезда», 2001)
22. Деніел Ф. Галує «Темний всесвіт» (англ. «Dark Universe», 1961)
23. Лю Цисінь «Темний ліс» (кит. трад. «三体II：黑暗森林», 2008)
24. Дженніфер Арментроут цикл «Темні елементи» (англ. «The Dark Elements», 2013-2015)
25. Браєн Олдіс (англ. Brian Aldiss)  — «Теплиця» (англ. «Hothouse», 1960-61, 1962)
26. Роберт Сілверберг «Терни» (англ. «Thorns», 1967)
27. Ден Сіммонс «Терор» (англ. «The Terror», 2008)
28. Василь Кожелянко «Тероріум» (укр. «Тероріум», 2002)
29. Жан-Марі Ґюстав Ле Клезльо «Терра Амата» (фр. «Le Terra Amata», 1967)
30. Урсула Ле Ґуїн «Техану» (англ. «Tehanu», 1990)
31. Джордж Орвелл «Тисяча дев'ятсот вісімдесят четвертий рік» (англ. «Nineteen Eighty-Four», 1949)
32. Френк Геллер «Тисяча друга ніч» (швед. «Den tusen och andra natten», 1923)
33. Грег Бір «Тисячоліття[en]» (англ. «Eon», 1985)
34. Джон Варлі «Титан» (англ. «Titan», 1979)
35. Ллойд Біггл-молодший «Тихий, негучний голос труб» (англ. «The Still, Small Voice of Trumpets», 1968)
36. Патриція Маллен «Ті, що рухають камені» (англ. «The Stone Movers», 1995)
37. Андрій Лазарчук «Ті, що спізнилися до літа» (рос. «Опоздавшие к лету», 1989—1996)
38. Гай Геврієл Кей «Тігана[en]» (англ. «Tigana», 1990)
39. Джеймс Крюс «Тім Талер, або Проданий сміх» (нім. «Timm Thaler oder Das verkaufte Lachen», 1962)
40. Віктор Савченко «Тільки мить» (укр. «Тільки мить», 1988)
41. Лорд Дансені «Тінь володарки[en]» (англ. «The Charwoman's Shadow», 1926)
42. Браєн Стейблфорд «Тінь на прогулянці» (англ. «The Walking Shadow», 1979)
43. Мервін Пік «Тітус Гроун[en]» (англ. «Titus Groan», 1946)
44. Володимир Михайлов «Тоді прийдіть, і розберемося» (рос. «Тогда придите, и рассудим», 1983)
45. Джеймс Барклі[en] «Той, хто був рівний богам» (англ. «Once Walked With Gods», 2010)
46. Генрі Лайон Олді «Той, що живе востаннє» (рос. «Живущий в последний раз», 1992)
47. Говард Лавкрафт «Той, що шепоче в у темряві» (англ. «The Whisperer in Darkness», 1930)
48. Урсула ле Ґуїн «Токарний верстат небес[en]» (англ. «The Lathe of Heaven», 1971)
49. Еллен Кушнер «Томас-римувальник» (англ. «Thomas the Rhymer», 1990)
50. Фредерик Пол та Сиріл Корнблас  «Торговці космосом» (англ. The Space Merchants, 1952)
51. Джанні Родарі «Торт у небі[it]» (італ. «La torta in cielo», 1966)
52. Шері С. Теппер «Трава» (англ. «Grass», 1989)
53. Фленн О'Браєн «Третій поліцейський[en]» (англ. «The Third Policeman», 1967)
54. Юрій Нікітін «Транслюдина[ru]» (рос. «Трансчеловек», 2006)
55. Катерина Неволіна цикл «Три кольори ночі» (рос. «Три цвета ночи», 2010)
56. Пол Андерсон «Три серця та три лева» (англ. «Three Hearts & Three Lions», 1953) http://loveread.ec/view_global.php?id=309
57. Філіп Дік «Три стигмати Палмера Елдріча» (англ. «The Three Stigmata of Palmer Eldritch», 1965)
58. Марк Твен «Три тисячі років серед мікробів[fr]» (англ. «Three Thousand Years Among the Microbes», 1905)
59. Дейвід Гай Комптон «Недрімне око» (англ. «The Unsleeping Eye», 1973)
60. Лі Брекетт (англ. Leigh Brackett)  — «Тривале завтра» (англ. «The Long Tomorrow», 1955)
61. Мілена Завойчинська «Тринадцята наречена» (рос. «Тринадцатая невеста», 2013)
62. Томас Діш (англ. Thomas M. Disch)  — «Триста тридцять чотири» (англ. «334», 1972)
63. Тед Вільямс «Трон з кісток дракона» (англ. «The bone Chair, 1988)
64. Любко Дереш «Трохи пітьми» (укр. «Трохи пітьми», 2007)
65. Курт Мар[de] «Туман зжере їх усіх» (нім. «Der Nebel frisst sie alle», 1960)
66. Меріон Зіммер Бредлі «Тумани Авалону[en]» (англ. «The Mists of Avalon», 1983)
67. Іван Єфремов «Туманність Андромеди» (рос. «Туманность Андромеды», 1957)
68. Роберт Гайнлайн «Тунель до небес» (англ. «Tunnel in the Sky», 1955)
69. Кліффорд Сімак «Тут збираються зірки» (англ. «Here Gather the Stars», 1961)
70. Свен Гольм[no] «Тьормуш, берег Атлантики» (дан. Termush, Atlanterhavskysten, 1967)

## У
1. Філіп Хосе Фармер У свої зруйновані тіла поверніться (англ. To Your Scattered Bodies Go, 1965—1966, 1971)
2. Владислав Крапивін цикл «У глибині Великого Кристалу[ru]» (рос. «В глубине Великого Кристалла», 1988—1991)
3. Герберт Веллс «У дні комети» (англ. «In the Days of the Comet», 1906)
4. Говард Лавкрафт «У горах божевілля» (англ. «At the Mountains of Madness», 1936)
5. Сінклер Льюїс «У нас це неможливо» (англ. «It Can’t Happen Here», 1935)
6. Філіп Хосе Фармер «У свої зруйновані тіла поверніться» (англ. «To Your Scattered Bodies Go», 1971)
7. Філіп Дік «Убік» (англ. «Ubik», 1969)
8. Лоїс Макмастер Буджолд «Уламки честі[en]» (англ. «Shard of Honor», 1986)
9. Кир Буличов «Улюбленець[ru]» (рос. «Любимец», 1993)
10. Олександр Волков «Урфін Джус і його дерев'яні солдати[ru]» (рос. «Урфин Джюс и его деревянные солдаты», 1963)
11. Фріц Лайбер «Усі ви — самотні» (англ. «You're All Alone», 1950; доп. 1953; доп., випр. 1980)
12. Кліффорд Сімак «Уся плоть — трава» (англ. «All Flesh is Grass», 1965)
13. Робін Гобб «Учень вбивці» (англ. «Assassin's Apprentice», 1995)

## Ф
1. Карел Чапек «Фабрика абсолюту» (чеськ. «Továrna na absolutno», 1922)
2. Олександр Казанцев «Фаети[ru]» (рос. «Фаэты», 1973)
3. Йоганн Вольфганг фон Гете «Фауст» (нім. «Faust», 1832)
4. Річард Каупер «Фенікс» (англ. «Phoenix», 1967)
5. Аврам Дейвідсон «Фенікс та дзеркало» (англ. «The Phoenix and the Mirror», 1969)
6. Олександр Громов «Феодал» (рос. «Феодал», 2004-2005)
7. Станіслав Лем «Фіаско» (нім. «Fiasko», 1986)
8. Віктор Колупаєв «Фірмовий потяг «Фомич»» рос. «Фирменный поезд «Фомич»», 1979
9. Бернхард Хеннен «Фйордландія» (нім. «Elfenritter — Das Fjordland», 2008)
10. Едвін Еббот «Флетландія» (англ. «Flatland: A Romance of Many Dimensions», 1884)
11. Артур Кларк «Фонтани Раю» (англ. «The Fountains of Paradise», 1979)[22]
12. Браян Олдіс «Франкенштайн звільнений» (англ. «Frankenstein Unbound», 1973) [23] [Архівовано 3 серпня 2014 у Wayback Machine.]
13. Мері Шеллі «Франкенштайн, або Сучасний Прометей» (англ. Frankenstein: or, The Modern Prometheus, 1818)
14. Айзек Азімов «Фундація» (англ. «Foundation», 1942—1944, 1951)
15. Айзек Азімов «Фундація та Імперія» (англ. «Foundation and Empire», 1945, 1952)
16. Станіслав Лем «Футурологічний конгрес» (пол. «Kongres futurologiczny», 1971)

## Х
1. Філіп Хосе Фармер «Хадон з давнього Опару[en]» (англ. «Hadon of Ancient Opar», 1974) , (США) /
2. Лайон Спрег де Кемп «Хай не впаде темрява» (англ. «Lest Darkness Fall», 1939)
3. Брати Стругацькі «Хвилі гасять вітер» (рос. «Волны гасять ветер», 1984)
4. Брати Стругацькі «Хижі речі сторіччя» (рос. «Хищные вещи века», 1965)
5. Вадим Шефнер «Хижка боржника» (рос. «Лачуга должника», 1982)
6. Роберт Луїс Стівенсон "Химерна пригода з доктором Джекілом та містером Гайдом (англ. «Strange Case of Dr Jekyll and Mr Hyde», 1886)
7. Ніл Ґейман «Хлопці Анансі» (англ. «Anansy boys», 2005)
8. Владислав Крапивін «Хлопчик і ящірка» (рос. «Мальчик и ящерка», 1985), частина трилогії «Голуб'ятник на жовтій галявині[ru]» (1983—1985)
9. Девід Мітчелл «Хмарний атлас» (англ. «Cloud Atlas», 2004)
10. Даррен Шен[en] «Хода мерців[en]» (англ. «Procession of the Dead», 1999)
11. Милорад Павич «Хозарський словник» (серб. «Хазарски речник» / «Hazarski rečnik», 1984)
12. Альберт Санчес Піньйоль «Холодна шкіра» (кат. «La pell freda», 2002)
13. Террі Гудкайнд «Храм вітрів[en]» (англ. «Temple of the Winds», 1997) з циклу «Меч істини[en]»
14. Джон Віндем  «Хризаліди» (англ. «The Chrysalids» [«Re-Birth»], 1955)
15. Алан Дін Фостер «Хроніки Ріддіка» (англ. «The Chronicles of Riddick», 2004)
16. Пірс Ентоні «Хтон[en]» (англ. «Chthon, 1967)

## Ц
1. Стівен Кінг «Цвинтар домашніх тварин» (англ. «Pet Sematary», 1983)
2. Майкл Джон Гаррісон[en] «Центаврійський прилад» (англ. «The Centauri Device», 1974)
3. Джеймс Морроу «Цей шлях туди, де світ закінчується» (англ. «This Is the Way the World Ends», 1985)
4. Роберт Шеклі «Цивілізація статусу» (англ. «The Status Civilization», 1960)
5. Хол Клемент «Цикл вогню» (англ. «Cycle of Fire», 1957)
6. Кеннет Балмер[en] «Цикл Немезиди[en]» (англ. «Cycle of Nemesis», 1967)
7. Клайв Стейплз Льюїс «Ця огидна сила[en]» (англ. «That Hideous Strength», 1945)

## Ч
1. Пет Кедіґен «Чай з порожньої чашки» «Чай з порожньої чашки» (англ. «Tea from an Empty Cup», 1998)
2. Стівен Кінг «Чаклун та скло» (англ. «Wizard and Glass», 1997)
3. Віктор Пелевін «Чапаєв і порожнеча» (рос. «Чапаев и пустота», 1996)
4. Юрій Дружков[ru] «Чарівна школа Карандаша і Самодєлкіна» (рос. «Волшебная школа Карандаша и Самоделкина», 1984)
5. Всеволод Нестайко «Чарівне люстерце, або Незнайомка з країни сонячних зайчиків»(укр. «Чарівне дзеркальце, або Незнайомка з Країни Сонячних Зайчиків», 1988)
6. Урсула Ле Ґуїн «Чарівник Земномор'я» (англ. «A Wizard of Earthsea», 1968)
7. Олександр Волков «Чарівник Смарагдового міста» (рос. «Волшебник Изумрудного города», 1939)
8. Андре Нортон «Чарівниця відьомського світу» (англ. Sorceress of the Witch World, 1968)
9. Роальд Дал «Чарлі і шоколадна фабрика» (англ. «Charlie and the Chocolate Factory», 1964)
10. Максін Маккартур[en] «Час майбутній» (англ. «Time Future», 1999)
11. Олександр Зорич «Час - московський![ru]» (рос. «Время — московское!», 2006)
12. Кліффорд Сімак «Час — найпростіша річ» (англ. «Time is the Simplest Thing», 1961)
13. Світлана Полякова «Час білих вовків» (рос. «Время белых волков», 2006)
14. Роберт Сілверберг «Час великої заморозки[en]» (англ. «Time of the Great Freeze», 1964)
15. Роберт Гайнлайн «Час для зірок» (англ. «Time for the Stars», 1956)
16. Роберт Говард «Час Дракона» (англ. «The Hour of the Dragon, Conan the Conqueror», 1935—1936)
17. Роберт Сілверберг «Час змін» (англ. «A Time of Changes», 1971)
18. Кліффорд Сімак «Час знову і знову» (англ. «Time and Again», 1951)
19. Роберт Ф. Страттон «Час кажана» (пол. «Czas nietoperza», 1981)
20. Костянтин Матвієнко «Час настав» (укр. «Час настав», 2008)
21. Юрій Щербак «Час смертохристів: Міражі 2077 року» (укр. «Час смертохристів: Міражі 2077 року», 2011)
22. Джек Фінні «Час та знову час» (англ. «Time and Again», 1970)
23. Кейт Вільгельм «Час ялівцю» (англ. «Juniper Time», 1979)
24. Джон Браннер «Часи без числа» (англ. «Times Without Number», 1962)
25. Роберт Сілверберг «Часові стрибуни[en]» (англ. «The Time Hoppers», 1967)
26. Любомир Ніколов «Черв на осінньому вітру» (болг. «Червей под есенен вятър», 1986)
27. Ерік Рюкер Еддісон «Черв Уроборос[en]» (англ. «The Worm Ouroboros», 1922)
28. Дмитро Биков «Червень[ru]» (рос. «Июнь», 2017)
29. Євген Лукін «Червона аура протопарторга» (рос. «Алая аура протопарторга», 2000)
30. Олександр Богданов «Червона зоря» (рос. «Красная звезда», 1908)
31. Роберт Гайнлайн «Червона планета» (англ. «Red Planet», 1949)
32. Кінґслі Ейміс «Чергування» англ. «The Alteration», 1976)
33. Роберт Сілверберг «Через мільярд років» (англ. «Across a Billion Years», 1969)
34. Нік Перумов «Череп на рукаві» (рос. «Череп на рукаве», 2002)
35. Кінгслі Еміс «Чергування» (англ. «The Alteration», 1976)
36. Девід Вебер «Честь королеви[en]» (англ. «The Honor of the Queen», 1993)
37. Р. А. Лафферті «Четверті притулки» (англ. «Fourth Mansions», 1969)
38. Філіп Дік «Чи сняться андроїдам про електровівці?» (англ. «Do Androids Dream of Electric Sheep?»,1966 — рукопис, 1968)
39. Роберт Гайнлайн «Число звіра» (англ. «The Number of the Beast», 1979-1980)
40. Бернард Вулф (англ. Bernard Wolfe)  «Чистилище» (англ. «Limbo»,1952)
41. Пол Ендерсон «Човен на мільйон років» (англ. «The Boat of a Million Years», 1989)
42. Робер Мерль «Чоловіки під охороною» (фр. «Les Hommes protégés», 1974)
43. Фред Гойл «Чорна хмара» (англ. «The Black Cloud», 1957)
44. Фред Гойл «Чорна хмара» (англ. «The Black Cloud», 1957)
45. Джеймс Бліш «Чорний Великдень[en]» (англ. «Black Easter», 1968)
46. Ґлен Кук «Чорний загін[en]» (англ. «The Black Company», 1984)
47. Райчел Мід цикл «Чорний лебідь[en]» (англ. «Dark Swan», 2008-2011)
48. Олександр Лук'янов «Чорний пішак[ru]» (рос. «Чёрная Пешка», 2016)
49. Андре Нортон, Меріон Бредлі та Джуліен Мей «Чорний Трилліум» (англ. «Black Trillium», 1990)
50. Корнелія Функе «Чорнильне серце» (нім. «Tintenherz», 2003)
51. Яцек Дукай «Чорні океани» (пол. «Czarne oceany», 2001)
52. Урсула Ле Ґуїн «Чотири шляхи до прощення[en]» (англ. «Four Ways to Forgiveness», 1995)
53. Рей Бредбері «Чотириста п'ятдесят один градус за Фаренгейтом» (англ. «Fahrenheit 451», 1950)
54. Сельма Лагерлеф «Чудесна мандрівка Нільса Гольгерсона з дикими гусьми» (швед. «Nils Holgerssons underbara resa genom Sverige», 1906-1907)
55. Володимир Владко «Чудесний генератор» (укр. «Чудесний генератор», 1935 інша назва укр. «4-УКХ-4»)
56. Майкл Муркок «Чужа спека» (англ. «An Alien Heat», 1972)
57. Кобо Абе «Чуже обличчя» (яп. 「他人の顔」, 1964)
58. Діана Геблдон «Чужоземка[en]» (англ. «Outlander», 1991) з однойменного циклу
59. Роберт Гайнлайн «Чужинець у чужій землі» (англ. «Stranger in a Strange Land», 1961)

## Ш
1. Едвард Вітмор «Шанхайський цирк Квіна» (англ. «Quin's Shanghai Circus», 1974)
2. Джек Лондон «Шарлатова чума» (англ. «The Scarlet Plague», 1912)
3. Алан Маршалл «Шепіт на вітрі» (англ. «Whispering in the Wind», 1969)
4. Брюс Стерлінг «Шизматриця» (англ. «Schismatrix», 1985)
5. Борис Фрадкін[ru] «Шлях до зірок» (рос. «Дорога к звездам», 1958)
6. Любен Ділов «Шлях до Ікару[ro]» (болг. «Пътят на Икар», 1974)
7. Роберт Джордан «Шлях кинджалів» (англ. «The Path of Daggers», 1998)
8. Брендон Сендерсон «Шлях королів» (англ. «The Way of Kings», 2010)
9. Олесь Бердник «Шляхи титанів» (укр. «Шляхи титанів», 1959)
10. Едвард Вітмор «Шанхайський цирк Квіна» (англ. «Quin's Shanghai Circus», 1974)
11. Джордж О. Сміт[en] «Шосе у бігах» (англ. «Highways in Hiding», 1956)
12. Рон Ґуларт[en] «Шпагоглотач» (англ. «The Sword Swallower», 1968)
13. Віктор Пелевін «Шолом жаху[ru]» (рос. «Шлем ужаса», 2005)
14. Кліффорд Сімак «Шосе вічності» (англ. «Highway of Eternity», 1986)
15. Роберт Гайнлайн «Шоста колона» (англ. «Sixth Column», 1949)
16. Майкл Крайтон «Штам «Андромеда»» (англ. «The Andromeda Strain», 1969)
17. Кріс Моріарті[en] «Штат, що обертається» (англ. «Spin State», 2003)
18. Джим Бучер «Штормовий фронт» (англ. «Storm Front», 2000)
19. Кир Буличов «Штурм Дюльбера» (рос. «Штурм Дюльбера», 1992)
20. Стівен Кінг «Шукач» (англ. «The Dark Tower: The Gunslinger», 1982)

## Щ
1. Роберт Еспрін «Ще один чудовий міф[en]» (англ. «Another Fine Myth», 1978)
2. Фредрік Браун «Що за божевільний Всесвіт!» (англ. «What Mad Universe», 1949)
3. Микола Чернишевський «Що робити?» (рос. «Что делать? Из рассказов о новых людях», 1863)
4. Адольфо Бйой Касарес «Щоденник війни зі свиньми[es]» (ісп. «Diario de la guerra del cerdo», 1969)
5. Рей Бредбері «Щось небезпечне цей шлях проходить[en]» (англ. «Something Wicked This Way Comes», 1962)
6. Гаррі Гаррісон «Щур з нержавіючої сталі» (англ. «The Stainless Steel Rat», 1961)

## Ю
1. Майкл Крайтон «Юрський парк» (англ. «Jurassic Park», 1990)

## Я
1. Річард Метісон «Я — легенда» (англ. «I Am Legend», 1954))
2. Андрій Столяров «Я - мишачий король» (рос. «Я - мышиный король», 1994)
3. Айзек Азімов «Я — робот» (англ. «I, robot», 1940—1950)
4. Роберт Гайнлайн «Я не буду боятися злого» (рос. «I Will Fear No Evil», 1970)
5. Масамуне Сіро «Яблуневе зернятко: Виклик Прометея» (яп. 「アップルシード1　プロメテウスの挑戦」, 1985; інша назва англ. «Appleseed: The Promethean Challenge»)
6. Роберт Л. Форвард «Яйце дракона» (англ. «Dragon's Egg», 1980)
7. Ірен Роздобудько «Якби» (укр. «Якби», 2012)
8. Роберт Гайнлайн «Якщо це триватиме» (англ. «If This Goes On...», 1953)
9. Елин Пелин «Ян Бібіян на Місяці» (болг. «Ян Бибиян на Луната», 1934)
10. Елин Пелин «Ян Бібіян. Неймовірні пригоди одного хлопчиська» (болг. «Ян Бибиян. Невероятни приключения на едно хлапе», 1933)
11. Девід Брін «Стрибун до Сонця» (англ. «Sundiver», 1980)
12. Геррі Кілворс[en] «Янгол» (англ. «Angel», 1993)
13. Пол Дж. Макоулі «Янгол Паскуале» «Янгол Паскуале» (англ. «Pasquale's Angel», 1976)
14. Ден Браун «Янголи і демони» (англ. «Angels and Demons», 2000)
15. Марк Твен «Янкі з Коннектикуту при дворі короля Артура» (англ. «A Connecticut Yankee in King Arthur's Court», 1889)

А Б В Г Ґ Д Е Є Ж З І Ї Й К Л М Н О П Р С Т У Ф Х Ц Ч Ш Щ Ю Я